# Parrott
Parrott es un pueblo ubicado en el condado de Terrell en el estado estadounidense de Georgia. En el censo de 2000, su población era de 156.

## Demografía
En el 2000 la renta per cápita promedia del hogar era de $24,167, y el ingreso promedio para una familia era de $28,750. El ingreso per cápita para la localidad era de $16,170. Los hombres tenían un ingreso per cápita de $18,750 contra $16,250 para las mujeres.

## Geografía
Parrott se encuentra ubicado en las coordenadas 31°53′39″N 84°30′40″O / 31.89417, -84.51111 (31.894167, -84.511111).
Según la Oficina del Censo, la localidad tiene un área total de 2 km² (0,8 mi²), de la cual 2 km² (0,8 mi²) es tierra y 0 km² (0 mi²) (0.00%) es agua.